# 安蒂科利科拉多

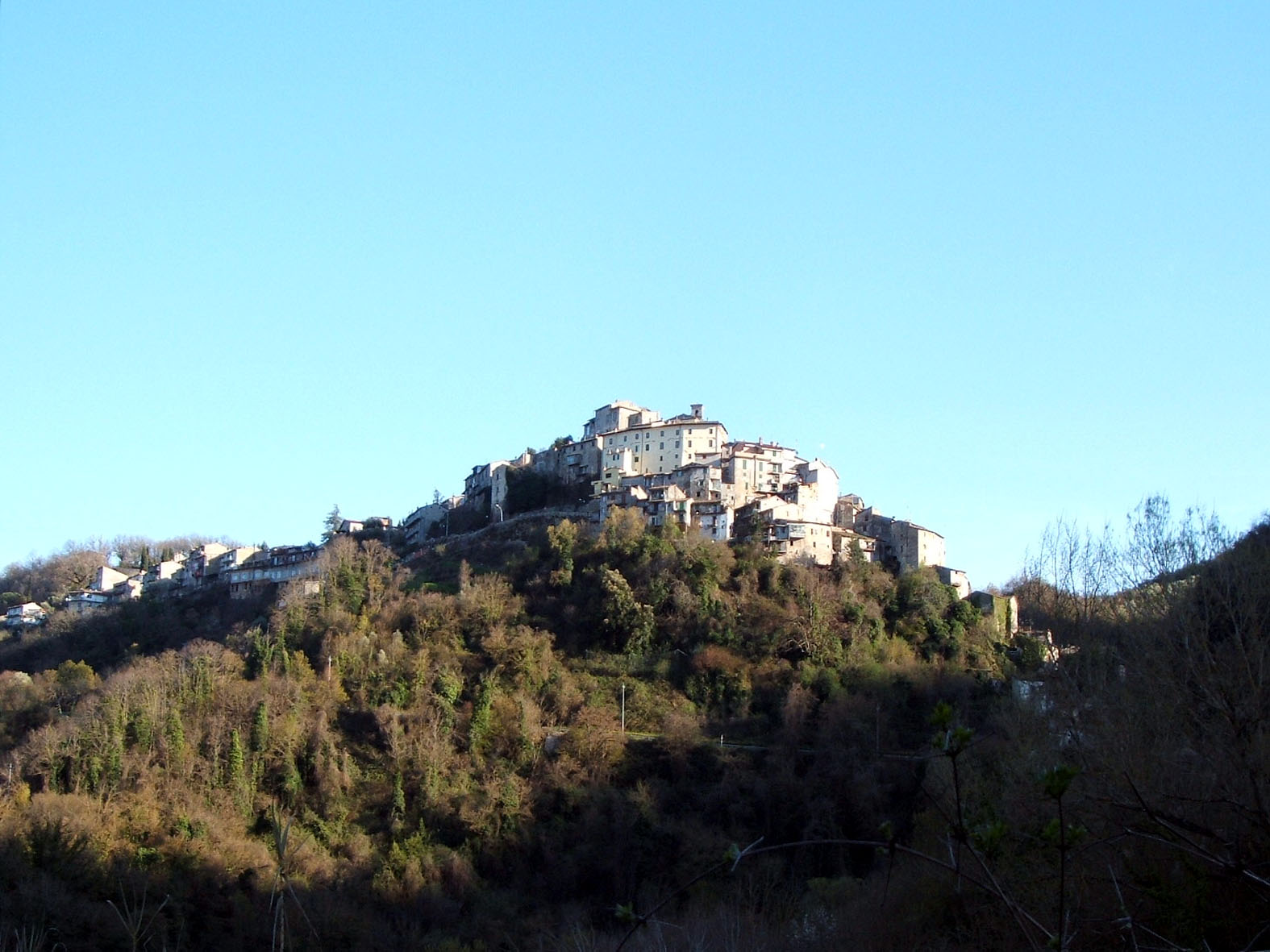
全景图

安蒂科利科拉多（義大利語：Anticoli Corrado）是意大利拉齐奥大区罗马首都广域市的一个市镇，面积16.3平方公里，人口932人（2004年）。

## 友好城市
- 西班牙阿尔科斯-德拉弗龙特拉